# ملوية طرغونية
ملوية طرغونية (بالإنجليزية: Helicobacter trogontum)‏ هي نوع من البكتيريا، سلبية الغرام، تتبع الملوية.